# Szécsény
Szécsény è una città di 6.009 abitanti situata nella contea di Nógrád, nell'Ungheria settentrionale.

## Amministrazione

### Gemellaggi
- Codevigo